# エドワード・ゲイロード
エドワード・ルイス・ゲイロード (Edward Lewis Gaylord  1919年5月28日-2003年4月27日) は、アメリカ合衆国の億万長者、実業家、メディア王。ゲイロード・エンタテイメント・カンパニー創業者で『オクラホマン』紙、オクラホマ・パブリッシング、ゲイロード・ホテルズ、ナッシュビル・ネットワーク(のちのSpike)、『グランド・オール・オープリー』、カントリー・ミュージック・テレビジョン(CMT)にたずさわった他、閉鎖したオープリーランドUSAの再開発、破産したウエスタン・パシフィック航空の復活に関与した。

## メディア
ゲイロードはオクラホマ州オクラホマシティの大都市新聞『デイリー・オクラホマン』創業者の子孫で、1974年の家族の資産は5千万ドルであった。ゲイロードはスタンフォード大学を経営学士で卒業し、ハーバード・ビジネス・スクールに進学したが、第二次世界大戦のため中断した。
2003年、彼が亡くなるまで一族の資産は20億ドルとなった。彼は経済難で経営難に陥っていたテネシー州ナッシュビルの『グランド・オール・オープリー』を買収した。テレビ局ナッシュビル・ネットワーク、カントリー・ミュージック・テレビジョンを創業し、長寿カントリー・バラエティ番組『Hee Haw 』を所有した。
『デイリー・オクラホマン』は『オクラホマン』と改名したが、2012年に売却されるまで一家が操業した。『オクラホマン』は所有者が同じである『ワシントン・エグザミナー』と提携し、編集を行なっている。ゲイロードの娘で出版者のクリスティ・ゲイロード・イヴレストは姉妹のルイズ・ゲイロード・ベネットと共に取締役として残っている。2人は新聞の改善と市民の視点を重要視している。
エドワード・ゲイロードによる経営の間、ニュース、特に編集者の記事は通常保守的であった。1999年1月/2月の『コロンビア・ジャーナリズム・レビュー』では「アメリカ最悪の新聞社」とされた。
オクラホマシティのゲイロード一家は世界的に有名なNational Cowboy & Western Heritage Museum の創立に尽力し、過去30年間でオクラホマ大学に総額5千万ドルを寄付し、Gaylord College of Journalism and Mass Communication を創立した。エドワード・ゲイロードとその家族はウエスタン・パシフィック航空の再生に積極的にかかわった。オクラホマ大学のフットボールの球場は彼らの貢献に敬意を表しゲイロード・ファミリー・オクラホマ記念スタジアムと改名した。

### 批判
エドワード・ゲイロード経営下の『オクラホマン』は保守的であるとされていたが、同時にゲイロード家の個人資産の動向によって変わっていた。例えばゲイロード家はバス・プロ・ショップスの株19.9%を所有しており、バス・プロ・ショップの新たな建物に公的資金を使用することを支持する記事を掲載した。『オクラホマン』のこの記事は『コロンビア・ジャーナリズム・レビュー』で再び批判された。